# 破邪论序
《破邪论序》，为中国书法史上著名文物，唐朝初年大书法家虞世南所书。

## 介绍
字体为小楷，风格清逸俊逸，为同类作品中的典范。现为日本藏家三井高坚所收藏。
《破邪论序》全文见录于《虞秘监集》，历朝历代书法作品汇编及论著中都有收录或提及。
传世刻本现存有二个版本，为书款不同，一中落款作“太子中书舍人虞世南撰并书”，另一种则作“太子中书舍人吴郡虞世南撰并书”。
《破邪论序》历朝历代藏者辗转，临摹翻刻之作不少见。其中可见于《停云帖》、《清鉴堂》、《玉烟堂帖》等诸多法帖。其中《越州石氏本》被公认为最佳版本。

## 真伪讨论
有学者认为此文物有伪作之嫌。清朝学者姚鼐持此说，其认为虞世南父亲名荔（即隋朝名士虞荔），《破邪论序》中有“饵松茶於溪涧，披薜荔于山阿”的文句，“荔”一字并未用避讳法替代或省去。

## 后世评价
- “世南书迹本自稀，而楷法尤不易得，小者唯《破邪论序》，稍大者《孔子庙堂碑》而已，《破邪》积能之极，几夺天巧，所以不入二王室，犹似不能忘情于蹊迳耳。”——明朝 王世贞 《弇州山人续稿》评